# Hyaloperina privata
Hyaloperina privata är en fjärilsart som beskrevs av Erich Martin Hering 1926. Hyaloperina privata ingår i släktet Hyaloperina och familjen tofsspinnare. Inga underarter finns listade i Catalogue of Life.